# Avon (Ohio)
Avon – miasto w Stanach Zjednoczonych, w hrabstwie Lorain, w stanie Ohio.
Liczba mieszkańców w 2000 roku wynosiła 11 446.